# بالگردگاه سویسیویک
بالگردگاه سویسیویک (به انگلیسی: Savissivik Heliport) یک فرودگاه همگانی است. این فرودگاه در کشور گرینلند قرار دارد.